# Ivan Zaikin
Ivan Mihailovici Zaikin (în rusă Иван Михайлович Заикин; n. 5/17 noiembrie 1880, Kurmyshsky Uyezd⁠(d), Simbirsk Governorate⁠(d), Imperiul Rus – d. 22 noiembrie 1948, Chișinău, RSS Moldovenească, URSS) a fost un luptător, aviator și artist de circ rus, ulterior român și sovietic. A fost cunoscut sub numele de scenă „Căpitanul aerului” și „Regele de fier”.

## Biografie
Ivan Zaikin s-a născut la 5 noiembrie 1880 în satul Verhneie Talîzino, ținutul Kurmîș, gubernia Simbirsk (acum raionul Secenovskii, regiunea Nijni Novgorod, Rusia).
În copilărie și adolescență, a îndurat nevoia și sărăcia, lucrând de la vârsta de 12 ani. Mai târziu, a obținut un loc de muncă la negustorul Konstantin Merkuliev, care deținea o arenă atletică în Țarițîn. Aici a devenit faimos, datorită forței sale fizice.
În 1904, a participat la Campionatul amator rus de halterofilie, unde Zaikin a luat primul loc la gantere. Tot din acel an a devenit sportiv și luptător profesionist. Debutul său de luptă a avut loc la Tver.
La Campionatul Mondial de lupte de la Paris din 1908, Zaikin și un alt luptător rus – Ivan Poddubnîi, după ce au învins cu rivalii lor, s-au întâlnit în bătălia finală, care a durat 66 de minute. În cursul duelului istovitor, Poddubnîi a câștigat. Un alt duel dintre cei doi a avut loc în martie 1909 la Sankt Petersburg în Noul Circ, învingător după 15 runde devenind iarăși Poddubnîi.
Pe lângă lupte, Zaikin a evoluat și cu demonstrații atletice. Astfel, a purtat în scenă o ancoră de 400 kg pe spate, precum și un butoi de 40 de găleți de apă, a ridicat o halteră cu o duzină de spectatori pe ea, a fost traversat pe scândurile puse pe piept de o mașină cu pasageri. Cu aceste spectacole, a făcut turnee în Europa, Africa de Nord, America și chiar Australia.
În 1910, atletul a urmat cursuri de aviator în Franța. Ulterior, a efectuat o serie de zboruri demonstrative prin orașele Imperiului Rus pe un avion deținut de comerciantul Ptașnikov din Odesa. În urma unui accident aviatic, în care a supraviețuit cât și pasagerul său, nu a mai efectuat zboruri.
Începând cu anul 1928 și până la sfârșitul vieții sale, Zaikin a locuit la Chișinău, care făcea parte atunci din România. A organizat „Arena Sportivă”, un ansamblu de sportivi-luptători profesioniști. Spectacolele acesteia, care au avut loc pe teritoriul Basarabiei și României (la Chișinău, Tighina, Orhei, Hîncești, Iași, Galați), au avut o popularitate spectaculoasă. La 20 iulie 1930, în timp ce efectua cascadoria „Podul viu” la Hîncești, a primit o leziune gravă la umăr și la cap; a suferit o altă vătămare gravă la Ploiești. A participat la turneul de lupte din 1934 din Riga.
În decembrie 1945, când a fost sărbătorită cea de-a 60-a aniversare a atletismului rus, a participat la o festivitate comemorativă din Leningrad. 
Fiind o persoană versatilă, a prietenit cu persoane cunoscute ale timpului ca: Alexandr Kuprin, Maxim Gorki, Feodor Șaliapin, Aleksandr Blok, Alexei Tolstoi, Vasili Kamenski. A fost, de asemenea, prieten cu Rasputin, întâlnindu-l la Țarițîn.
Moare la 22 noiembrie 1948, la vârsta de 69 de ani, fiind înmormântat la cimitirul central din Chișinău. 

## Moștenire și recunoaștere
În anul 1975, studioul Lenfilm a filmat pelicula cinematografică „Aeronautul⁠(ru)[traduceți]” (Воздухоплаватель), consacrată perioadei timpurii a vieții luptătorului.
În Chișinău există Casa în care a locuit atletul Ivan Zaikin, edificiu declarat monument de arhitectură de însemnătate locală, situată pe strada omonimă, dar și scuarul „Zaikin”. 
În 2007, în satul Secenovo (regiunea Nijini Novgorod, Rusia), a fost instalat un bust al atletului.
În anul 2010, Poșta Moldovei a emis un timbru poștal cu imaginea lui Zaikin.